# Кубок світу з біатлону 2013—2014 — етап 9
Дев'ятий етап Кубка світу з біатлону 2013—14 проходив в Осло, Норвегія, з 20 по 23 березня 2014 року. До програми етапу було включено 6 гонок: спринт, гонка переслідування та мас-старт у чоловіків і жінок.

## Гонки
Розклад гонок наведено нижче.
| Дата       | Час       | Гонка                            |
| ---------- | --------- | -------------------------------- |
| 20 березня | 12:30 CET | Жінки, спринт 7,5 км             |
| 20 березня | 15:30 CET | Чоловіки, спринт 10,0 км         |
| 22 березня | 13:00 CET | Жінки, переслідування 10 км      |
| 22 березня | 15:30 CET | Чоловіки, переслідування 12,5 км |
| 23 березня | 13:00 CET | Жінки, мас-старт 12,5 км         |
| 23 березня | 15:30 CET | Чоловіки, мас-старт 15 км        |

## Чоловіки

### Призери
| Гонка:                                                                          | Золото:               | Час               | Срібло:                      | Час               | Бронза:            | Час               |
| Спринт 10 км Протокол [Архівовано 15 вересня 2015 у Wayback Machine.]           | Яков Фак Словенія     | 26:05.9 (0+1)     | Євген Гаранічев Росія        | 26:19.8 (0+0)     | Б'єрн Феррі Швеція | 26:20.2 (0+0)     |
| Переслідування 12,5 км Протокол [Архівовано 15 вересня 2015 у Wayback Machine.] | Сімон Едер Австрія    | 32:23.4 (0+0+0+0) | Олександр Логінов Росія      | 32:36.1 (0+0+0+1) | Б'єрн Феррі Швеція | 32:44.1 (0+0+0+1) |
| Мас-старт 15 км Протокол [Архівовано 23 березня 2014 у Wayback Machine.]        | Мартен Фуркад Франція | 40:59.9 (0+0+1+0) | Домінік Ландертінгер Австрія | 41:06.9 (0+0+0+0) | Яков Фак Словенія  | 41:32.8 (0+0+1+1) |

## Жінки

### Призери
| Гонка:                                                                        | Золото:                       | Час               | Срібло:               | Час               | Бронза:                 | Час               |
| Спринт 7,5 км Протокол [Архівовано 20 березня 2014 у Wayback Machine.]        | Дарія Домрачева Білорусь      | 22:18.8 (0+1)     | Тура Бергер Норвегія  | 22:29.5 (0+0)     | Сюзан Данклі США        | 22:51.8 (0+0)     |
| Переслідування 10 км Протокол [Архівовано 22 березня 2014 у Wayback Machine.] | Анастасія Кузьміна Словаччина | 30:29.1 (1+0+1+0) | Тура Бергер Норвегія  | 31:10.9 (1+1+2+0) | Ольга Вілухіна Росія    | 31:23.1 (0+0+2+0) |
| Мас-старт 12,5 км Протокол [Архівовано 23 березня 2014 у Wayback Machine.]    | Анастасія Кузьміна Словаччина | 39:44.8 (1+2+1+0) | Тея Грегорін Словенія | 39:48.6 (0+0+1+1) | Марі Дорен-Абер Франція | 39:53.1 (1+2+0+0) |

## Досягнення
Найкращий виступ за кар'єру
|  |  |

Перша гонка в Кубку світу
|  |  |